# Habitatge al passeig del Vall, 10 (Tremp)
L'Habitatge al passaeig del Vall, 10 és un edifici de Tremp (Pallars Jussà) protegit com a Bé Cultural d'Interès Local.

## Descripció
Es tracta d'un edifici d'habitatges situat a la cantonada entre el Passeig del Vall i el carrer Francesc Macià. L'edifici consta d'una construcció a tres vents i aixamfranada, que consta de quatre altures, planta baixa i tres pisos. El més destacable de l'edifici són les reixes metàl·liques de la planta baixa, espai originàriament ocupat per una sucursal del Banc Central a Tremp.